# 681
681 (DCLXXXI) var ett normalår som började en tisdag i den julianska kalendern.

## Händelser

### Augusti
- 9 augusti – Bulgarien grundas.

### Okänt datum
- Tredje konciliet i Konstantinopel avslutas. Den monoteletiska läran fördöms.

## Födda
- Pei Yaoqing, kinesisk kansler.

## Avlidna
- 10 januari – Agatho, påve sedan 678.